# Nicolás Alejo Solano
Nicolás Alejo Solano (1883-22 de julio de 1943) fue un médico y político panameño, que dedicó su trabajo en el combate de la tuberculosis en Panamá.

## Biografía
Nacido en Panamá, en sus primeros años se trasladó a Antioquia, donde realizó sus estudios primarios y secundarios en Ciudad Bolívar y luego se trasladó a Bogotá, donde ingresó a la Universidad Nacional de Colombia y estudió medicina y cirugía; para titularse publicó una tesis llamada La tuberculosis en Colombia. Con la llegada de la Guerra de los Mil Días (1899-1902), Solano se inició en la política sumándose al bando liberal y llegó a ser sargento mayor y asistente del líder liberal Rafael Uribe Uribe.
Una vez separado Panamá de Colombia, Solano regresó a su tierra natal donde ejerció la medicina en hospitales públicos y viviendas particulares. Durante la presidencia de Ramón Maximiliano Valdés (1916-1918), fundó la Liga Antituberculosa y llegó a trabajar conjuntamente con la recién fundada Cruz Roja Panameña, junto con Matilde Obarrio de Mallet. También fue jefe del Departamento de Higiene y Salubridad, dedicado a la organización de los hospitales del país.
Concertó junto con médicos estadounidenses el establecimiento de un hospital especializado en el tratamiento de la tuberculosis. Inicialmente se pensó en un sitio en las cercanías de la capital, pero el presidente Ciro Urriola rechazó la idea. Posteriormente, se pensó en una localidad del interior del país, entre ellas El Valle de Antón, Sorá, San Carlos, Cermeño y Arraiján. Finalmente, se estableció en el pueblo de La Chorrera, que eventualmente adoptó su nombre de manera póstuma y se ha convertido en el principal hospital de la provincia de Panamá Oeste.
Dentro de la política fue electo diputado de la Asamblea Nacional de Panamá (1928-1932) y fue miembro importante del Partido Liberal, llegando a ser presidente del Directorio Nacional al momento de su muerte.